# Stefano Barnaba
Stefano Barnaba (Monopoli, ...) è un montatore, tecnico del suono e compositore italiano.

## Biografia
Fomatosi al DAMS di Bologna , dal 1984 si occupa di montaggio audio e video per Rai e società di produzione tra cui Movie Movie con cui ha vinto il David di Donatello 2006 per il miglior documentario con il film Il bravo gatto prende i topi. Dal 2007 è stato più volte docente di montaggio suono e immagine presso laboratorio del Centro di Musica e Spettacolo dell'Università di Bologna.
Ha firmato il montaggio di oltre 100 audiovisivi, prevalemtemente documentari e videoclip musicale per artisti come Francesco Guccini, Paolo Conte e Vasco Rossi.

## Filmografia parziale

### Televisione
- Fuori stagione, regia di Luciano Manuzzi (1982) Suono
- Zucchero: Live at the Kremlin, TV special (1991)
- Monda Mondo, regia di Daniele Segre (2000) cortometraggio, montaggio
- Shangai, mon amour. Le notti di Mian Mian, regia di Francesco Conversano e Nene Griganffini (2000) Documentario
- Fra il Danubio e il mare, regia di Francesco Conversano e Nene Griganffini (2000) Documentario
- Strade blu - Storie della provincia americana, regia di Francesco Conversano e Nene Griganffini (2002) Documentario, con Giusy Santoro
- Segni particolari - Appunti per un film sull'Emilia Romagna, regia di Giuseppe Bertolucci (2003) Documentario
- Il cinema ritrovato: istruzioni per l'uso, regia di Giuseppe Bertolucci (2003) Documentario
- Buongiorno Cina - Storie del secolo cinese, regia di Francesco Conversano e Nene Griganffini (2003) Mini serie TV
- Atlante Veneziano, regia di Francesco Conversano e Nene Griganffini (2005) Documentario corto.
- Le acque dell'anima, regia di Enza Negroni (2005) Documentario
- Taccuino indiano, regia di Francesco Conversano e Nene Griganffini (2006) Documentario
- Dove la bellezza non si annoia mai, regia di Francesco Conversano e Nene Griganffini (2006) Serie TV
- Il bravo gatto prende i topi - regia di Francesco Conversano e Nene Griganffini (2006)  Documentario , Produzione
- La mia Thule - regia di Francesco Conversano e Nene Griganffini (2006)  Documentario
- Partire, ritornare - regia di Francesco Conversano e Nene Griganffini (2007)  Documentario
- Viaggetto sull'Appennino - A piedi da Piacenza a Rimini , regia di Francesco Conversano e Nene Griganffini (2009) Documentario
- Ritorno a Spoon River, regia di Francesco Conversano e Nene Griganffini (2015)  Documentario
- La Linea Gialla - Bologna, 2 Agosto, regia di Francesco Conversano e Nene Griganffini (2015)  Documentario
- Il bravo gatto prende i topi , regia di Francesco Conversano e Nene Griganffini (2015)  Documentario
- C'è un posto per me nel mondo- La lettera di Tahar Ben Jelloun sul razzismo - regia di Francesco Conversano e Nene Griganffini (2016)  Documentario Montaggio e musicista
- Son morto che ero bambino. Francesco Guccini va ad Auschwitz - regia di Francesco Conversano e Nene Griganffini (2017)  Documentario
- Viaggio in memoria di J.F. Kennedy - regia di Francesco Conversano e Nene Griganffini (2017)  Mini serie TV doc
- Cara Mérième - La lettera di Tahar Ben Jelloun sul razzismo - regia di Francesco Conversano e Nene Griganffini (2019)  Documentario

### Cinema
- Jolly Blu, regia di Stefano Salvati (1998)
- Cavedagne - regia di Francesco Merini (2003)

### Videoclip
- Gli spari sopra tour - Vasco Rossi (1994)